# George Astaloș
George Astaloș (n. 4 octombrie 1933, București - d.  27 aprilie 2014, București) a fost un poet, romancier și dramaturg român care a locuit la Paris.  
George (Gheorghe) Astaloș este absolvent al Școlii de Ofițeri topogeodezi (1953). Demisionează din armată pentru a se dedica exclusiv scrisului.

## Cariera literară
Debutează cu poezie în 1948, într-o revistă școlară. George Astaloș scrie poezie, teatru, roman, eseu, memorialistică, culegeri epistolare, critica și teorie literară.  

## Debutul în dramaturgie
Adevăratul său debut are loc însă abia în 1968/1969 pe scena Teatrului Cassandra din București cu piesa Vin soldații.
Este autorul teoriei pluridimensionalității teatrului (Teatrul Floral-Spațial). Hazardul obiectiv face ca Armata Roșie să invadeze Cehoslovacia după afișarea  piesei ' Vin soldații  care primește permisiunea de a fi jucată. 
Reacția guvernului României față de invadarea Cehoslovaciei a făcut posibilă reprezentarea piesei. Obține Premiul Uniunii Scriitorilor pentru volumul de teatru "Vin soldații" și alte piese (1970). În 1972 i se montează prima piesă în Occident (Vin soldații, Teatrul Adyar, Paris, regia: Petrică Ionescu). Teatrul său a fost reprezentat pe scenele din: Paris, Londra, New York, Washington, Copenhaga, București, Stockholm, Edmonton, Bonn, Bruxelles, Lisabona, Madrid, Barcelona, Tel Aviv, Braga, Viena, Dortmund, Vilnius, Berlin etc.

## Emigrarea
La congresul PEN Clubului Internațional (Piran, Slovenia, 1971), președintele Pierre Emmanuel, i-a oferit o bursă a Academiei Franceze. George Astaloș se stabilește definitiv la Paris, iar în 1976 i se acordă cetățenia franceză.

## Alte publicații
Este autorul a peste 40 de volume de poezie, proză, teatru, eseu, memorii si corespondență. Cărțile i-au fost publicate în: România, Franța, Italia, Portugalia, Statele Unite ale Americii, Luxemburg și Germania. Figurează în peste 20 de antologii de poezie și de teatru, apărute în Europa și în America de Nord. 
Este autorul unui microdicționar argotic de circa 1000 de articole. Este autor a peste 200 de studii, eseuri și articole critice. Poezia i-a fost publicată în Franța, Italia, România, SUA, Canada, Germania, Belgia, Anglia, Turcia, Spania, Tunisia, Macedonia, Bulgaria etc.

## Activitatea profesională
Din 1972 a fost redactor-șef al revistei plurilingve „Nouvelle Europe“ .
- Vin soldatii si alte piese (1970)
- La Pluridimensionalite du theatre (Bruxelles, 1973);
- Bordel a merde (1975)
- Theatre-art referential (1976)
- Global Vision of the Art (Strasbourg, 1976);
- La lingua del canario (1983)
- Aqua mater (ed. bilingvă, prefață de Mario Luzi, Calabria, 1984);
- Symetries (prefață de Jean-Claude Renard, Luxemburg, 1986;
- Simetrii, Constanța, 1991);
- Poeme retorice interzise. 1958-1968 (București, 1991);
- Contestatory Visions - Five Plays by Georges Astalos (prefață de Ronald Bogue, Atlanta, 1991);
- Robespierre (Turnu Severin, 1991);
- Magma (ed. bilingvă, italiano-engleză, Erreci, 1992);
- Chants de revolte (Paris, 1992);
- Musique de parole (Paris, 1993);
- O rugăciune de prisos - Une priere de trop (ed. bilingvă, Craiova, 1994);
- Mirosul banilor (București, 1995);
- Fie pâinea cât de rea, tot mai bine-i la Paris - interviuri (I, București, 1996; II, Iași, 1998);
- Ecuația tăcerii (București, 1996);
- Ethique et esthetique - Anthologie de poesie roumaine contemporane (Maison de la Poesie, 1996);
- Politikon (București, 1996);
- Parcurs (București, 1997);
- Voix de la Roumanie (Marsilia, 1997);
- Utopii -  Eseuri urmate de confesiuni biografice (București, 1997);
- Poeme-Poemes (ed. bilingvă, București, 1997);
- Magma (Vitruviu, 1998);
- Pe muche de șuriu. Cânturi de ocnă (cu microglosare argotice și cu desene de Constantin Piliuță, București, 1999);
- Spectre lyrique -  Anthologie de poesie roumaine contemporaine (introd. trad., București, 1999);
- Versant lyrique. Selection anthologique de la poesie bessarabienne contemporaine (București, 2000);
- De l'argot (Marsilia, 2000);
- Rhetoriques. Retorice - Interdits en roumanie 1958-1989. Poeme interzise 1958-1989 (Tritonic, 2000);
- Ceainăria de argint (București, 2001);
- Si le fisc m'etait conte / Daca taxatorul mi-ar fi povestit - Autofiction epistolaire (Tritonic, 2001);
- Robespierre - Tragi-comedie historique en deux actes (Tritonic, 2002)
- Heritage lyrique. Selection anthologique de la poesie israelienne d'expression roumaine (pref.trad., București, 2002);
- Racines lyriques / Radacini lirice - Selection anthologique de la poesie bucovinienne (Casa Radio, 2002);
- Derriere les barreaux / In spatele gratiilor - Anthologie de poesie des prisonniers politiques roumains (Casa Radio, 2003);
- Exil. Memoriile unei memorii, vol. 1-2 (Casa Radio, 2003);
- George Astaloș - 70: poetul, prozatorul, dramaturgul, omul (București, 2003);
- Herr Hauptmann - L'invraisemblable epopee guerriere d'un marginal juif de genie (ed. II, franceză, București, 2004);
- Epistolar parizian (corespondență, România, 2004);
- Amintiri rebele (evocări, România, 2006);
- Utopii (România, 2006); tripticul dramatic Amprenta exilului (Sarea exilului, Caviar, vodkă și bye bye, Întoarcerea la matcă, a fost scris la Paris în 1995; ediția în franceză a apărut în 2004, iar cea română în 2006),
- Ecoul obsesiei (2011).
- Teatru (Tipo Moldova, 2013)